# Chalcides parallelus
Chalcides parallelus és una espècie de sauròpsid (rèptil) de la família Scincidae que viu al nord d'Àfrica.

## Distribució
És endèmic d'una estret franja costanera d'uns 250 km de longitud entre Nador (el Marroc) i el cap Carbó (Algèria) i no més de 3 km d'ample. La seva àrea de distribució està molt fragmentada.
A Espanya es localitza únicament en l'illot Rey Francisco de les Illes Chafarinas on és molt abundant.

## Hàbitat
Prefereix les zones de sòl solt i sorrenc, amb pedres aïllades que li serveixin de refugi. Les cotes més elevades que aconsegueix no sobrepassen els 30 msnm.